# Прим (бутербродная паста)
Примуст или прим (норв. prim) — традиционный норвежский кисломолочный продукт.
Получается увариванием сыворотки коровьего молока, при этом карамелизация молочного сахара придает продукту коричневый оттенок и полусладкий вкус. Используется в качестве наполнителя и усилителя вкуса для других продуктов, а также для приготовления бутербродов.
В настоящее время большая часть производства прима в Норвегии принадлежит Tine Meierier Sør Voll. Сто грамм прима содержат 54 грамма углеводов.
«Дочерними» приму продуктами являются брюнуст, впервые сделанный фермершей Анне Хов путем добавления сметаны в сыворотку для прима, а также некоторые другие разновидности норвежских сыров.